# 광주교육대학교 교육박물관
광주교육대학교 교육박물관(光州敎育大學校 敎育博物館, Gwangju National University of Education Museum of Education)은 광주교육대학교에서 운영하는 대학부설기관으로 호남지역의 유일한 교육전문 국립박물관이다. 광주광역시 북구에 위치하는 이 박물관은 광주교육대학교 본관과 함께 등록문화재로 지정되어 있다.

## 연혁
- 1986년 3월 6일 대학부설자체기관으로 개관
- 1998년 교육박물관으로 개칭

## 같이 보기
- 광주교육대학교
- 국립광주박물관
- 대한민국의 박물관과 미술관 목록